# Castell d'Homburg
El Castell d'Homburg (Schloss Homburg) és un castell situat a Nümbrecht, a l'estat alemany de Rin del Nord-Westfàlia.

## Història i construcció
Es menciona per primera vegada en els registres de 1276. Gottfried I de Sayn de la casa de Sponheim (1247-1283/84) va transferir el seu "castrum Homburg" al rei alemany Rodolf d'Habsburg, per posar-lo sota la seva protecció. Va rebre el castell com una herència. El castell va ser la residència dels comtes d'Homburg, un feu imperial (Reichsherrschaft).
A partir de 1635, el comte Ernest de Sayn-Wittgenstein va modificar el castell fins a la seva aparença actual. Cent anys més tard, la línia de Sayn-Wittgenstein-Berleburg es va fer càrrec de la seva gestió. L'estructura llavors va caure en mal estat. No va ser fins a 1904 que es va detenir la decadència i, el 1926, un museu, fundat per Hermann Conrad, es va fer càrrec de les instal·lacions. Avui és el Museu d'Oberbergisches Kreis.
El 1999, durant una excavació, es va descobrir una torre de pedra d'uns 12,5 metres de diàmetre. Els experts van estimar que datava del segle xi i, per tant, la història del castell seria més antiga del que es creia.